# (37783) 1997 MP2
1997 MP2 (asteroide 37783) é um asteroide da cintura principal. Possui uma excentricidade de 0.11370400 e uma inclinação de 7.57430º.
Este asteroide foi descoberto no dia 28 de junho de 1997 por LINEAR em Socorro.